# Escadron de formation des commandos de l'air
L'Escadre de Formation des Commandos de l'Air 00.566 (EFCA) est l'unité de formation initiale des commandos de l'air. Celle-ci est rattachée à la Brigade aérienne des forces de sécurité et d'intervention. Elle dispense des formations aux fusiliers de l'air et aux cynotechniciens (maître-chien).
Antérieurement à la base aérienne 102 Dijon-Longvic Capitaine Guynemer en Côte-d'Or, l'unité a intégré la Base aérienne 115 Orange-Caritat, le 26 juin 2015,.
À compter de cette date, l'EFCA a été dissous et remplacée par le Centre de préparation opérationnel des combattants de l'Armée de l'air ou CPOCAA.  

## Missions
À l'issue de la phase de formation militaire élémentaire, l'EFCA forme ses stagiaires à la spécialité de Fusilier de l'air, avant leur première affectation, mais également, tout au long de leur parcours professionnel dans cette spécialité.

## Histoire
La formation des Fusilier de l'air était initialement assurée directement par les unités.
En 1968, est créée la Brigade d'instruction des fusiliers commandos de l'air (BIFCA), sur la base aérienne 726 Nîmes, sur le territoire de la commune de Nîmes.
De 1979 au 11 mars 1994, date de création de l'EFCA, la formation des fusiliers de l'air était assurée par l'Escadron de formation des fusiliers commandos et des maîtres-chiens (EFFCMC), implanté à la base aérienne 726 Nîmes.
De juin 1996 à août 1998, l'EFCA était rattaché à la base aérienne 200 Apt-Saint-Christol.
De 1998 à 2015, il stationnait sur la base aérienne 102 Dijon-Longvic. Il a rejoint la base aérienne 115 Orange-Caritat depuis le 26 juin 2015, intégré au CPOCAA.
En 2008, l'EFCA a reçu la garde du drapeau du Groupement des commandos parachutistes de l'air 00/541.

## Insigne et traditions
Créé en 1999, l'insigne de l'EFCA représentait principalement le casque grec de la déesse Athéna, sur un cadre rappelant celui de l'insigne des Fusilier de l'air. Un griffon était visible sur le casque.
Il est homologué depuis le 14 avril 2000, no 1317.
La devise de l'école était : « instruire pour protéger » (discere ad tegendum).